# Inapikuri
Inapikuri – u Indian Baniwa wszechwiedzące pierwsze stworzenie, które wyprowadziło ludzi z Podziemia i dało im przykazania dotyczące egzogamii i monogamii.